# 이레노사우루스
이레노사우루스(학명:Irenosaurus egloni)는 도마뱀아목에 이케초사우루스과에 속하는 도마뱀이다. 지금은 멸종된 종으로 몸길이가 1~1.5m인 중대형급의 도마뱀에 속한다.

## 특징
이레노사우루스는 수륙양용 파충류의 일종인 초리스토데르의 속이다. 몽골 중부 후렌두크에 있는 아파르트 시대 하백질 후테그 형성에서 발견된 단일 단편 후골격(PIN 3386/2)에서 알려져 있는 종이다. 유형종은 I. 에글로니(I. egloni)로, 원래 에피모프에 의해 1983년에 관련된 초리스토데레 쵸이리아의 새로운 종으로 묘사되었다. 에피모프는 1988년에 이레노사우루스의 새로운 속주로 이 종을 옮겼다. 에반스와 헤흐트(1993년)는 두 사람의 차이가 여러 종의 초리스토데르 샹사우루스보다 크지 않았을 수도 있다는 이유로 같은 지역으로부터 세존과 같은 지역으로부터 세존을 분리하는 것에 의문을 제기했다. 이후 에피모프와 스토러스(2000년)의 검토에서는 이레노사우루스의 일부 특성이 같은 장소에서 알려진 후렌덕호사우루스에 더 가깝다는 것과 동시에 세 개의 세 개의 세 개의 세 개의 세포를 같은 지역성과 구별하는 어려움도 인식하고 있다는 점에 주목하면서 두 개를 별개로 유지했다. 이레노사우루스는 길이가 약 1-1.5m(3.3~4.9ft)인 작은 초리스토데르였다. 호수의 퇴적물로 해석되는 것으로부터 알려져 있다. 발에는 물속에서의 수영에 유용하도록 물갈퀴의 모습으로 변할 수가 있도록 진화된 것이 특징이며 양턱에는 총 10~15개의 삼각형 모양을 가진 세랭된 이빨을 가지고 있다. 먹이로는 당대에 서식했던 물고기, 작은 동물, 공룡의 알과 절지동물을 주로 잡아먹고 살았을 육식성의 도마뱀으로 추정된다.

## 생존시기와 서식지와 화석의 발견
이레노사우루스가 생존하던 시기는 중생대의 백악기 초기로서 지금으로부터 약 1억 4550만년전~1억 2000만년전에 생존했던 종이다. 생존했던 시기에는 강과 호수가 있는 아시아의 산맥에 열대우림에서 주로 서식했던 종이다. 화석의 발견은 1988년에 중국의 백악기에 형성된 지층에서 러시아의 고생물학자인 에피모프에 의해 처음으로 발견되어 새롭게 명명된 종이다.

## 같이 보기
- 파충류
- 중생대
- 백악기
- 도마뱀
- 화석